# Territorio nacional de Los Andes

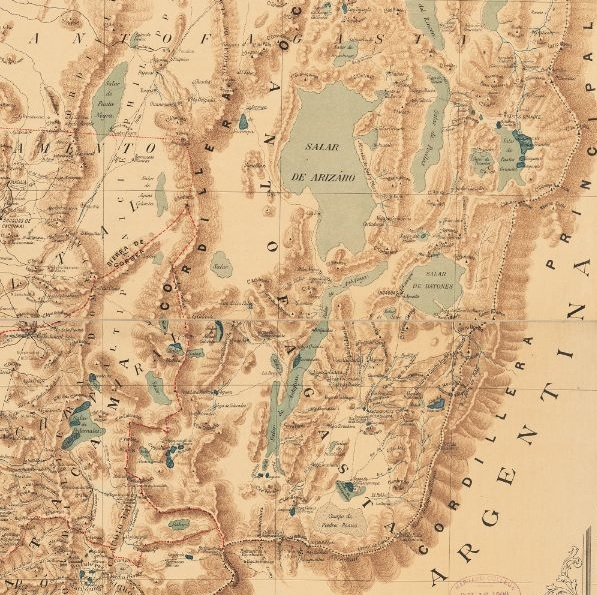
Detalle de la Puna de Atacama en carta geográfica del Desierto y Cordilleras de Atacama de Francisco J. San Román en 1892 previo al Laudo de Buchanan.

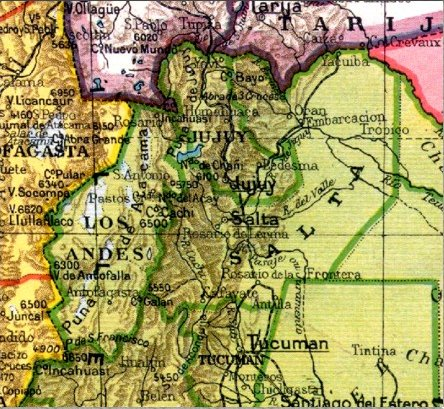
Mapa de principios del siglo XX del noroeste argentino (NOA), donde se aprecia claramente el territorio de la extinta Gobernación.

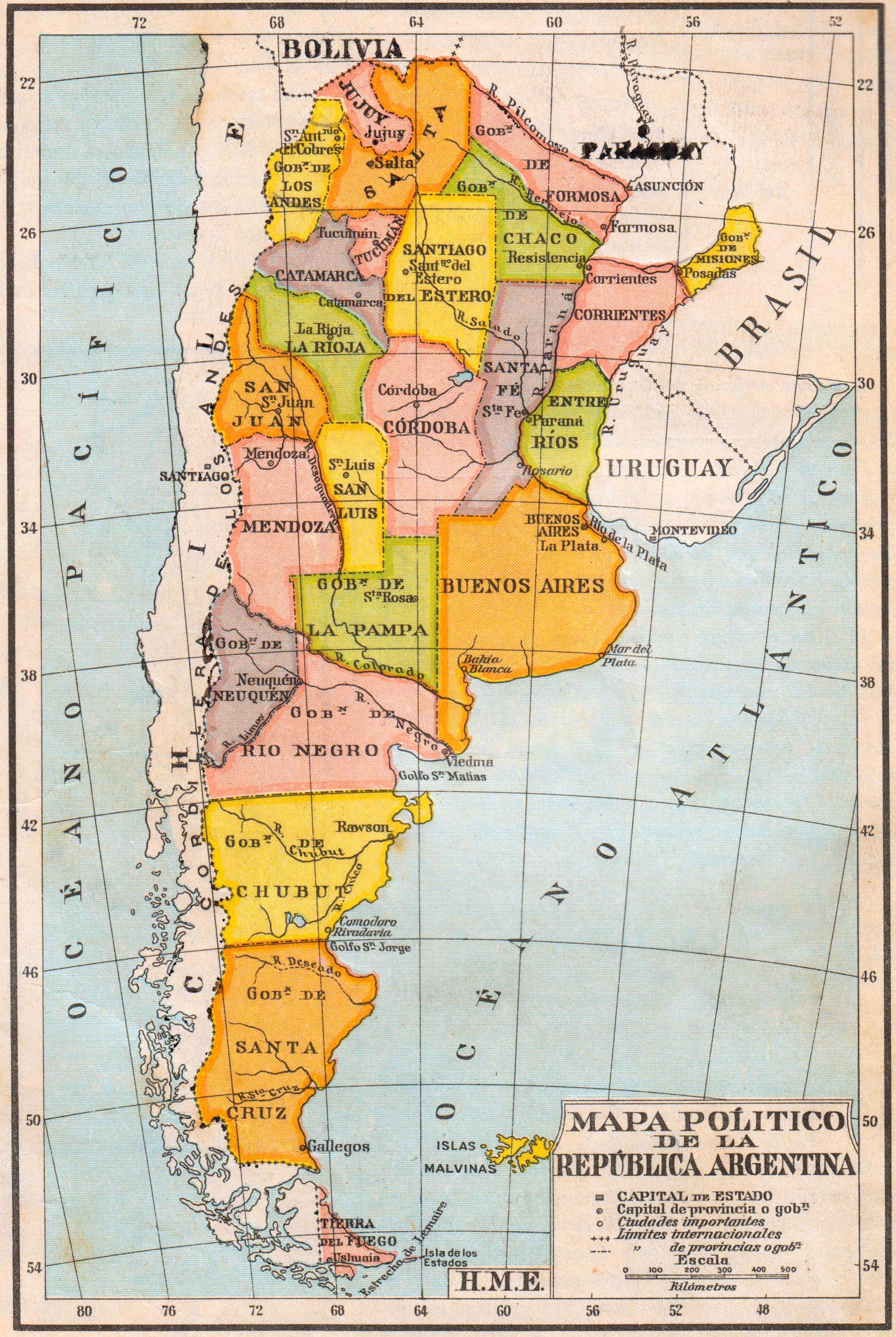
Mapa político de Argentina de comienzos de la década de 1940, donde se distingue la Gobernación de Los Andes.

La gobernación de Los Andes o territorio nacional de Los Andes fue una extensión que fue dividida entre provincias adyacentes por la despoblación y el deshueso del territorio,fue parte de la República Argentina, que existió entre 1900 y 1943, ubicada casi totalmente en la Puna de Atacama.

## Antecedentes
El área de la Gobernación de Los Andes perteneció en épocas coloniales al corregimiento de Atacama con cabecera en San Pedro de Atacama, hasta que por la aplicación de la Real Ordenanza de Intendentes de 1782 pasó a ser el partido de Atacama dentro de la intendencia de Potosí del Virreinato del Río de la Plata.
Su origen geopolítico se corresponde con la extensión de lo que fuera el vasto Marquesado del Valle de Toxo, territorio también conocido como del Marqués de Yavi Juan José Feliciano Fernández Campero, quién combatió por la independencia sudamericana junto a Martín Miguel de Güemes como Comandante de la Puna. Luego de la Asamblea del año 1813 este territorio dejó de ser un marquesado al abolirse los derechos nobiliarios. Durante la Guerra Gaucha Güemes incorporó en 1816 el partido de Atacama a la intendencia de Salta del Tucumán. Se estima que ese territorio comprendía una superficie de más de 100 000 km², hasta la cumbre cordillerana, aunque el territorio original superaba los Andes incluyendo las actuales regiones chilenas de Antofagasta y Atacama que llegaban hasta el mar.[cita requerida]
El asesinato del general Güemes en plena guerra independentista y el previo apresamiento del marqués de Yavi en la batalla de Yavi por las fuerzas realistas en noviembre de 1816, facilitaron que al final de la guerra de Independencia Tarija y Chichas, también pertenecientes al Marquesado de Tojo, fueran ocupadas por las tropas del Ejército Unido Libertador de Antonio José de Sucre, siéndolo también el partido de Atacama el 5 de abril de 1825 por el presidente interino de la intendencia de Potosí, Guillermo Miller. Atacama quedó así incorporado a Bolivia tras su independencia el 6 de agosto de 1825, como provincia de Atacama dentro del departamento de Potosí. Cuando el 17 de noviembre de 1825 Simón Bolívar ordenó a Sucre la devolución del partido de Tarija a las Provincias Unidas del Río de la Plata, lo hizo a cambio de la aceptación de los delegados de Buenos Aires de la reincorporación de Atacama a Potosí.
Tras la cesión hecha por Bolivia a Chile del departamento del Litoral, que comprendía la zona del desierto de Atacama donde se ubican las ciudades de Antofagasta, Tocopilla, Calama y los poblados de San Pedro de Atacama, Chiu-Chiu y otros pequeños poblados, después de perder la guerra del Pacífico, el estado boliviano prácticamente perdió todo nexo territorial con la Puna de Atacama y con el océano Pacífico. Es así que en 1890 la provincia de Atacama fue reconocida por Bolivia como de propiedad argentina. Un tratado argentino-boliviano ratificó la soberanía argentina sobre 75 000 km². Sin embargo, este tratado no se ratificó hasta el año 1893, razón por la cual Chile desconoció a Bolivia la capacidad de negociar territorios que se encontraban ocupados por Chile desde 1879. Pese a ello, Chile ocupó la mayor parte del territorio. Años más tarde, la Argentina debió pedir laudos de los gobiernos británico y estadounidense para que Chile desalojara esta zona de la Puna, aunque un 20 % del territorio quedó como chileno. Argentina reclamaba como límite noroccidental el sector de la cordillera de los Andes llamado cordillera de Almeyda. En su lugar el laudo arbitral fijó límites geodésicos al este de ese cordón montañoso, de modo tal que la extensión final de la unidad territorial argentina, llamada Territorio de Los Andes, era de unos 62 642 km².

## Territorio nacional de Los Andes
Con estos territorios puneños el gobierno argentino creó, por ley N.° 3906 sancionada el 9 de enero de 1900 y promulgada el 13 de enero de 1900, el territorio nacional de Los Andes. Un decreto del 30 de enero de 1900 reglamentó la ley delimitando la Gobernación Nacional de Los Andes:

Art. 1º.- El Territorio de Los Andes será el comprendido dentro de las líneas propuestas para la demarcación definitiva de límites entre Chile y la República Argentina, consignadas en el acta de 24 de marzo de 1899.

Su primera capital se ubicó en Novarro o Navarro, un antiquísimo caserío y fortín aproximadamente en las coordenadas 24°45′01″S 67°24′10″O / -24.75028, -67.40278; cercano a la salina de Tolar Grande. Su primer gobernador fue designado el 30 de enero de 1900, el militar y explorador italiano Daniel Cerri.
Por decreto del 12 de mayo de 1900 se dividió el territorio en tres departamentos:
- Departamento Susques, el más septentrional y el más pequeño de los 3 departamentos, su cabecera era la antigua localidad de Susques -también llamada "Susquis" (no confundir con la aldea todavía entonces boliviana llamada Rosario de Susques)-. La extensión del departamento de Susques era de 9555 km².
- Departamento Pastos Grandes, con cabecera en el villorrio de Santa Rosa de los Pastos Grandes. Este departamento tenía una extensión aproximada de 20 000 km² y se ubicaba en el centro de la gobernación.
- Departamento Antofagasta de la Sierra, con cabecera en la población homónima, este departamento era el más meridional y el primero en extensión: aproximadamente 30 000 km².

Novarro resultaba casi inaccesible durante las nevadas invernales, motivo por el cual fue abandonada. La provincia de Salta, gobernada por Ángel Zerda, le cedió en 1902 el distrito de San Antonio de los Cobres del departamento de La Poma, ubicado en la quebrada del Toro. Esta pequeña población -mucho más accesible que Novarro- resultará la capital del territorio por la ley N° 4059 del 26 de septiembre de 1902. De esta manera la gobernación pasó a tener 4 departamentos al incluir al departamento San Antonio de los Cobres (o Capital), el más pequeño pero más poblado, con un área de aproximadamente 550 km².
El 29 de enero de 1902 fue nombrado su segundo gobernador, el teniente coronel Nicolás Menéndez. Entretanto, Novarro quedó tan abandonada y olvidada que o desapareció o pasó a ser una "ciudad fantasma" mitificada entre los habitantes de la región.
El decreto del 19 de mayo de 1904 confirmó los límites de los territorios nacionales y los dividió en departamentos:

Art. 1° Los territorios nacionales tienen los límites externos que les fijan las Leyes de Octubre 16 de 1884 y Enero 9 de 1900, y son los siguientes:

(...)

X: LOS ANDES.

Norte — Limite con la República de Bolivia.

Este — Punto de intersección del paralelo veintitrés grados Sur con la sierra Incahuasi, Cerro de Pircas ó peñas Rio de las Burras (Punto á diez kilómetros próximamente de Susques) Abra Cortadera (camino de Susques á Cobre), Cerro Tranca, Abra del Pasto Chico, Cerro Negro, al Oriente del Cerro Tuler ó TugÜ, Abra de Chorrillos, Abra coloradi (camino de Pastos Grandes á San Antonio de los Cobres) Abra del Mojón, Abra de las Pircas (camino de Pastos Grandes á Poma) Cerro de la Capilla, Cerro Ciénaga Grande (al Norte del Nevado de Cachi), Abra de la Cortadera ó del Tolar (camino de Pastos Grandes á Molinos) Cerro Juere Grande, Abras de las Cuevas (camina Encrucijada), Abra del Cerro Blanco, Cerro Blanco, Cerro Jordo, Cerro de agua caliente, Nevado Diamante ó Mecara, (Cerro León Muerto), Portezuelo Vicuñorco, Nevado de Laguna Blanca, Portezuelo de Pasto de Ventura, Cerro de Curoto, Cerro Azul, Portezuelo de Robledo, Cerro de Robledo, Portezuelo de San Buenaventura, Nevado del Negro Muerto, Cono Bertrand, Dos Conos, Cerro Falso Azufre, Portezuelo de San Francisco.

Sur — Provincia de Catamarca.

Oeste — Desde la intersección del paralelo veintitrés grados, con el meridiano de sesenta y siete grados, una recta hasta la cima del Cerro del Rincón, otra recta desde la cima del Cerro del Rincón, hasta la cima del volcán Socompa. La línea divisoria seguirá corriendo desde la cima del volcán Socompa, hasta el lugar llamado Aguas Blancas, en los mapas argentinos, por los puntos y trechos llamados volcán Socompa; punto marcado con el número 29 en la proposición del perito argentino, que consta del acta levantada en Santiago de Chile el 1° de Septiembre de 1898, Cerro Socompa Caipis, Cerro Tecar, punto principal del cordón de cerros entre Tecar y Cerro Inca, Cerro Inca, Cerro de la Zorra Vieja, Cerro Llullaillaco, Portezuelo de Llullaillaco, punto marcado con el núm. 39 en la proposición antedicha, Corrida de Cori, volcán Azufre ó Lastarria, Cordón del Azufre ó Lastarria hasta el Cerro Bayo, punto al Sur del cerro Bayo, núm. 48 de la proposición ya referida Cerro del Agua de la Falda, Cerro Aguas Blancas Como continuación de la línea divisoria; una recta que partiendo de la cima del Cerro de Aguas Blancas, llegue á la cima de los Cerros Colorados; enseguida otra recta desde la cima de los Cerros Colorados hasta la cima de los Cerros de Lagunas Bravas y otra recta desde la cima de los Cerros de Lagunas Bravas, hasta la cima de la llamada Sierra Nevada en el mapa argentino y calculada en el mismo mapa con la altura de 6400 metros. Finalmente una línea recta que, partiendo del último punto indicado, llegue hasta el que se fije en el paralelo veintiséis grados, cincuenta y dos minutos, cuarenta y cinco segundos por el Gobierno de Su Majestad Británica, cuyo fallo dice: — El límite en la región del Paso de San Francisco se formará por la línea divisoria de aguas que se extiende desde el hito ya erigido en ese paso, hasta la cumbre de la montaña llamada Tres Cruces.

X.— LOS ANDES.

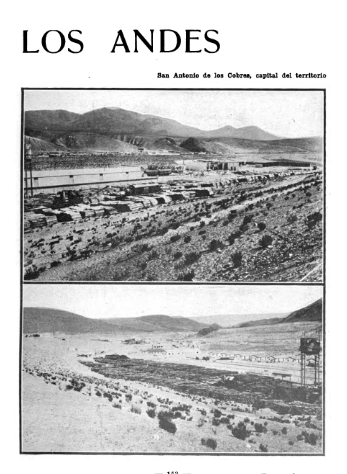
Imagenes publicitarias del ex territorio de Los Andes y San Antonio de los Cobres en una guía ferroviaria del año 1936.

Art. 16. Queda dividido el Territorio de Los Andes en cuatro departamentos, con los nombres y límites siguientes:

I.— SUSQUES, Ó DEL NORTE.

Capital: Caseríos de Susques.

Norte — República de Bolivia.

Este — Cordillera Oriental hasta la República de Bolivia.

Sur — Línea que, partiendo del Abra de Chorrillos y siguiendo el camino de Tocamar á Catua, vaya hasta la Aguada Rosló, en la cordillera Occidental.

Oeste — Límite con Chile.
II. — PASTOS GRANDES ó DEL CENTRO

Capital: Caserío de Pastos Grandes.

Norte — Límite Sur del Departamento Susques.

Este — Cordillera Oriental hasta el Abra de Chorrillos.

Sur — Línea que, partiendo del Cerro Ratones, se dirija á la Sierra de Arcibarca, terminando en el Cerro del Azufre, de la Cordillera Occidental.

Oeste — Límite con Chile.
III. — ANTOFAGASTA DE LA SIERRA

Capital: Caserío del mismo nombre.

Norte — Límite Sur del Departamento Pastos Grandes.

Este — La Cordillera Oriental hasta el Cerro Ratones.

Sur — Cordillera de San Buenaventura.

Oeste— Límite con Chile.
IV. — SAN ANTONIO DE LOS COBRES

Capital: pueblo del mismo nombre, que lo será también del Territorio.
Cuesta de Acay, línea recta á Peñas Blancas; de Peñas Blancas, linea recta á Pastos Chicos; de Pastos Chicos al Abra de Chorrillos, y desde ese punto, línea recta hasta la cuesta de Acay.

Eran célebres las riquezas minerales del territorio (minas de oro como la explotada por los incas -más precisamente en Incahuasi- relativamente cerca de la población de Antofagasta de la Sierra, o minas de cobre, plata, estaño, plomo, uranio, bórax, potasio etc.) pero en esa época las administraciones en la Argentina dieron mucha más importancia a la actividad agropecuaria en la Pampa Húmeda quedando postergada tanto la actividad como la prospección minera en toda la Argentina. Actualmente, la zona minera de Catamarca productora de litio, (una de las mayores del mundo), conocida como Salar del Hombre Muerto se corresponde con esa geografía de los Andes.
El olvido en que quedó la Gobernación de Los Andes hizo que gran parte de su población (de orígenes lickan-antay -llamados comúnmente "atacamas", "alpatamas" o "cunzas"-  muy mezclados en mestizaje con caucásicos) abandonaran el territorio.  Facilitó tal emigración el hecho de que gran parte de la población masculina adulta se dedicara a la profesión de "arriero", es decir de transportar rebaños de llamas, caprinos, ovinos, caballares y mulares a través de la Puna y los pasos cordilleranos desde y hacia zonas externas a la Puna.
Ni siquiera la construcción del llamado Tren a las Nubes cuyo trayecto es desde la ciudad de Salta hasta Antofagasta (Chile, sobre el océano Pacífico) logró recuperar la postergación de Los Andes.
La escasísima población humana que se contabilizó (bajó de 2508 hab. en 1905 a 2348 en el censo de 1912) fue uno de los principales motivos para que en 1943, por el decreto N.° 9375 del 21 de septiembre, el Gobierno Nacional optara por disolver la Gobernación de Los Andes.

Art. 1º- El territorio nacional de Los Andes se dividirá en tres fracciones que comprenderán: 1ª) Departamento de Susques o del Norte que pasará a jurisdicción de la Provincia de Jujuy; 2ª) Departamento de Pastos Grandes o del Centro, y de San Antonio de Los Cobres, los que integrarán el territorio de la Provincia de Salta, y 3ª) Departamento de Antofagasta de la Sierra, que pasará a formar parte de la Provincia de Catamarca. Art. 2º- La zona situada al norte de Los Andes, sobre el paralelo 23º que culmina en el cerro Branqui, que fuera cedida a la Nación en virtud del protocolo Carrillo y que Jujuy siempre alegó derechos de posesión, pasará a integrar el territorio de dicha provincia,(...)

## Gobernadores
- Daniel Cerri (1900-29 de enero de 1902)
- Nicolás Menéndez (29 de enero de 1902-1904)
- Ricardo Isasmendi (1904-1908)
- Pedro Aguilar, interino (1908-1909)
- Brígido Zavaleta (1909-1917)
- Juan Tomás Frías, interino (1917)
- Domingo Torino (1917-1918)
- Juan Tomás Frías, interino (1918-1919)
- Pablo Saravia (1919-1921)
- Juan Tomás Frías, interino (1921-1922)
- Carlos Outes (1922-1925)
- Luis Diez (1925-1928)
- Ricardo N. Messone, interino (1928-1929)
- Luis E. Langou (18 de mayo de 1929-1930)
- Rafael De Giaccomo (1930) interventor nacional
- Silverio Chavarría (1930-1934)
- Benjamín Dávalos Michel, interino (1934-1935)
- Juan Esteban Cornejo Arias (1935-1938)
- Benjamín Dávalos Michel, interino (1938-1939)
- Jorge A. Vélez (1942)
- Abelardo Ruiz, interino (1943)
- Julio S. Storni (1943)[3]